# Antoine François Marmontel
Antoine François Marmontel (Clermont-Ferrand, 16 juli 1816 - Parijs, 16 januari 1898) was een Frans pianist, muziekpedagoog en musicoloog.

## Leven en carrière
Marmontel werd geboren in Clermont-Ferrand. Hij studeerde aan het Conservatoire de Paris in 1827. Zijn leraren waren Pierre Zimmerman in piano, Victor Dourlen voor harmonieleer, Jacques Fromental Halévy voor fuga en Jean-François Le Sueur voor compositie. Hij behaalde Premiers prix in muziektheorie en piano. In 1837 werd hij assistent voor muziektheorie aan het conservatorium. In 1848 volgde hij Zimmerman op als hoofdvakdocent piano aan het Conservatorium, waarbij hij zijn vroegere leraar Charles-Valentin Alkan versloeg. Diens carrière raakte daardoor in het slop, maar Marmontels memoires van zijn eerdere collega in zijn boek Les pianistes celèbres is niettemin een van de meest waardevolle bronnen voor de biografie van Alkan.
Marmontel kreeg bekendheid als een effectieve en fantasierijke leraar. Hij had vele leerlingen, onder wie Georges Bizet, Vincent d'Indy, Charles Bordes, Théodore Dubois, Dominique Ducharme, Gustave Gagnon, Ernest Guiraud, Émile Paladilhe, Edward MacDowell, Gabriel Pierné, Paul Rougnon, Louis Diémer, Francis Planté, André Wormser, Marguerite Long en Claude Debussy.
Marmontel stierf in Parijs. Zijn zoon Antonin Emil Louis Corbaz Marmontel (Parijs, 24 april 1850 - 23 juli 1907) was ook pianodocent aan het Conservatorium. Hij schreef vele salonstukken. Zijn bekendste leerling is Léon Delafosse.

## Oeuvre
Marmontels oeuvre wordt gekenmerkt door een groot aantal pedagogische werken (meer dan 200 opusnummers) evenals nocturnes, romances en vele andere stukken. De belangrijkste werken zijn:
- L'Art de déchiffrer (cent etudes faciles) ("De kunst van het van blad spelen; 100 makkelijke etudes")
- 1847: École élémentaire de mecanisme et de style ("Basis van vingerzetting en stijl; 24 etudes")
- Étude de mécanisme ("Vingerzettingetude")
- Cinq études de salon ("Vijf salonetudes")
- 1847: L'Art de déchiffrer à quatre mains ("De kunst van het van blad lezen voor quatre mains")
- 1887: Enseignement progressif et rationnel du piano ("Progressief en rationeel piano-onderwijs")

Marmontels musicologische werk is een van de beste bronnen voor de geschiedenis van de piano en de pianisten in de 19e eeuw in Frankrijk. Hij schreef onder meer:
- 1880: Symphonistes et Virtuoses ("Symfonici en virtuozen")
- 1878: Les pianistes célèbres ("Beroemde pianisten")
- 1882: Virtuoses contemporains ("Hedendaagse virtuozen")
- 1884: Éléments d'esthétique musicale et considérations sur le beau dans les arts ("Elementen van muzikale esthetiek en beschouwingen over de schone kunsten")
- 1885: Histoire du piano et de ses origines ("Geschiedenis van de piano en zijn oorsprong")

- Biblioteca Nacional de España: XX1319423
- Bibliothèque nationale de France: cb13990512c (data)
- Catàleg d'autoritats de noms i títols de Catalunya: 981058519651106706
- CiNii: DA15941341
- Gemeinsame Normdatei: 116785063
- International Standard Name Identifier: 0000 0001 2121 1147
- Library of Congress Control Number: no2001091907
- Base Léonore: LH//1747/40
- MusicBrainz: 86a5b82c-33b6-4206-b7c7-b29d665c33d6
- Bibliotheek van het Japanse parlement: 001227375
- Nationale Bibliotheek van Tsjechië: mzk2013769374
- Nationale bibliotheek van Australië: 35999901
- Nationale Bibliotheek van Israël: 987007336999805171
- Nederlandse Thesaurus van Auteursnamen: 109741382
- SNAC: w6280k6x
- Système universitaire de documentation: 078531799
- Trove: 1528177
- Virtual International Authority File: 12571151
- WorldCat: E39PCjGTgVxxCmXx7XMWFKXwFq